# IC 2430
IC 2430 је лентикуларна галаксија у сазвјежђу Рак која се налази на листи објеката дубоког неба у Индекс каталогу.
Деклинација објекта је + 27° 57' 9" а ректасцензија 9h 4m 22,8s. Привидна величина (магнитуда) објекта IC 2430 износи 13,5 а фотографска магнитуда 14,4. IC 2430 је још познат и под ознакама UGC 4755, MCG 5-22-5, CGCG 151-8, IRAS 09013+2809, PGC 25467.